# Odon de Bayeux
Vous lisez un « bon article » labellisé en 2008.
Odon de Conteville dit Odon de Bayeux ou Odo et parfois Eudes, né vers 1030 ou après 1035, et mort le 6 janvier 1097 à Palerme, est un noble normand qui, grâce à sa parenté avec Guillaume le Conquérant, dont il est le frère utérin, devient évêque de Bayeux (1050-1097) puis l’un des hommes les plus riches et puissants de l’Angleterre nouvellement conquise. Agissant comme régent d’Angleterre à plusieurs reprises durant les absences du roi, il est aussi comte de Kent (1067-1082, 1087-1088).
Personnage fameux pour son ambition, son implacabilité et son énergie, mais à la réputation contrastée, il tombe soudainement en disgrâce et est emprisonné pendant cinq ans, de 1082 à 1087. Il est très probablement le commanditaire de la tapisserie de Bayeux, l'œuvre brodée qui dépeint la conquête normande de l'Angleterre.

## Biographie

### Avant la conquête
Odon est le fils de Herluin (v. 1001-v. 1066), vicomte de Conteville, et d’Arlette de Falaise (v. 1010-v. 1050). Il est probablement le fils aîné, bien qu'il soit impossible de le savoir avec certitude. Sa mère, ancienne « frilla » (ou épouse à la manière danoise) du duc de Normandie Robert le Magnifique (v. 1010-1035) est la mère de Guillaume le Bâtard (v. 1027-1087), dit plus tard le Conquérant. Son frère cadet est Robert de Mortain († 1090). Sa date de naissance n'est pas connue, mais les historiens s'accordent aujourd'hui à penser que ses parents se seraient mariés vers 1030, peu de temps après la naissance de Guillaume le Conquérant, et qu'Odon serait né quelque temps après,.
Il reçoit l’évêché de Bayeux entre octobre 1049 et fin avril 1050. Guillaume de Poitiers reconnaît qu’il est bien en dessous de l’âge canonique de trente ans à la date de cette nomination. Suivant les hypothèses faites sur sa date de naissance, il est donc au mieux âgé de dix-neuf ans, au pire de 14. Comme aucun chroniqueur contemporain ne rapporte que sa nomination à la tête de l'évêché a provoqué un scandale, il est donc assez probable qu'il a alors dix-neuf ans, et qu'il a dû recevoir une éducation religieuse importante. À cause des troubles en Normandie durant toute la minorité du duc Guillaume II, il est très probable qu’il est soustrait à la garde de ses parents et envoyé étudier ailleurs. Ce n'est qu'en 1051 qu'Odon est fait diacre à Fécamp par son parent Hugues d'Eu, évêque de Lisieux et n'aurait donc été pendant quelques années qu'un évêque laïc.
Sa nomination, ainsi que celle de son frère Robert au comté de Mortain quelques années plus tard, est due à la volonté du duc Guillaume de placer des hommes de confiance aux postes clés du duché. En effet, la minorité du duc qui hérite de la Normandie à l'âge de huit ans, en 1035, a été très agitée. Il a échappé à de multiples tentatives d'assassinat, et son duché a été le théâtre d'une situation anarchique, de nombreux barons refusant un duc bâtard. Finalement, en 1047, le duc a conclu cette période par une victoire sur les rebelles à Val-ès-Dunes. Il décide alors de consolider son autorité sur la Basse-Normandie, notamment en mettant la main sur le très important et lucratif évêché bayeusain qu'il confie à Odon.
La réorganisation du diocèse avait commencé sous son prédécesseur, le puissant Hugues II de Bayeux. Grâce à lui, le patrimoine épiscopal, usurpé lors de la colonisation scandinave, avait été récupéré, et la construction d’une nouvelle cathédrale avait débuté. Cette dernière sera achevée par Odon. Les dates extrêmes de sa construction sont selon Jean Vallery-Radot comprises entre 1040 et 1080. Alors qu'Orderic Vital donne le crédit entier de sa construction à Odon, il est contredit par Robert de Torigny. Elle est consacrée par l'archevêque de Rouen, Jean d'Ivry le 14 juillet 1077.
À la mort du roi d'Angleterre Édouard le Confesseur sans héritier en 1066, Guillaume le Bâtard entend bien faire valoir sa revendication au trône d'Angleterre, mais Harold Godwinson se fait élire roi. Édouard le Confesseur l'ayant, selon lui, désigné héritier au début des années 1050, Guillaume s'estime floué et envisage une invasion. Odon participe au concile de Lillebonne durant lequel les barons du duché sont consultés sur le projet d’invasion de l’Angleterre. Lors de ce concile, il promet de contribuer pour 100 navires à la flotte qui débarquera outre-Manche. Il accompagne son demi-frère Guillaume dans sa conquête de l'Angleterre en 1066.

### Conquête de l’Angleterre

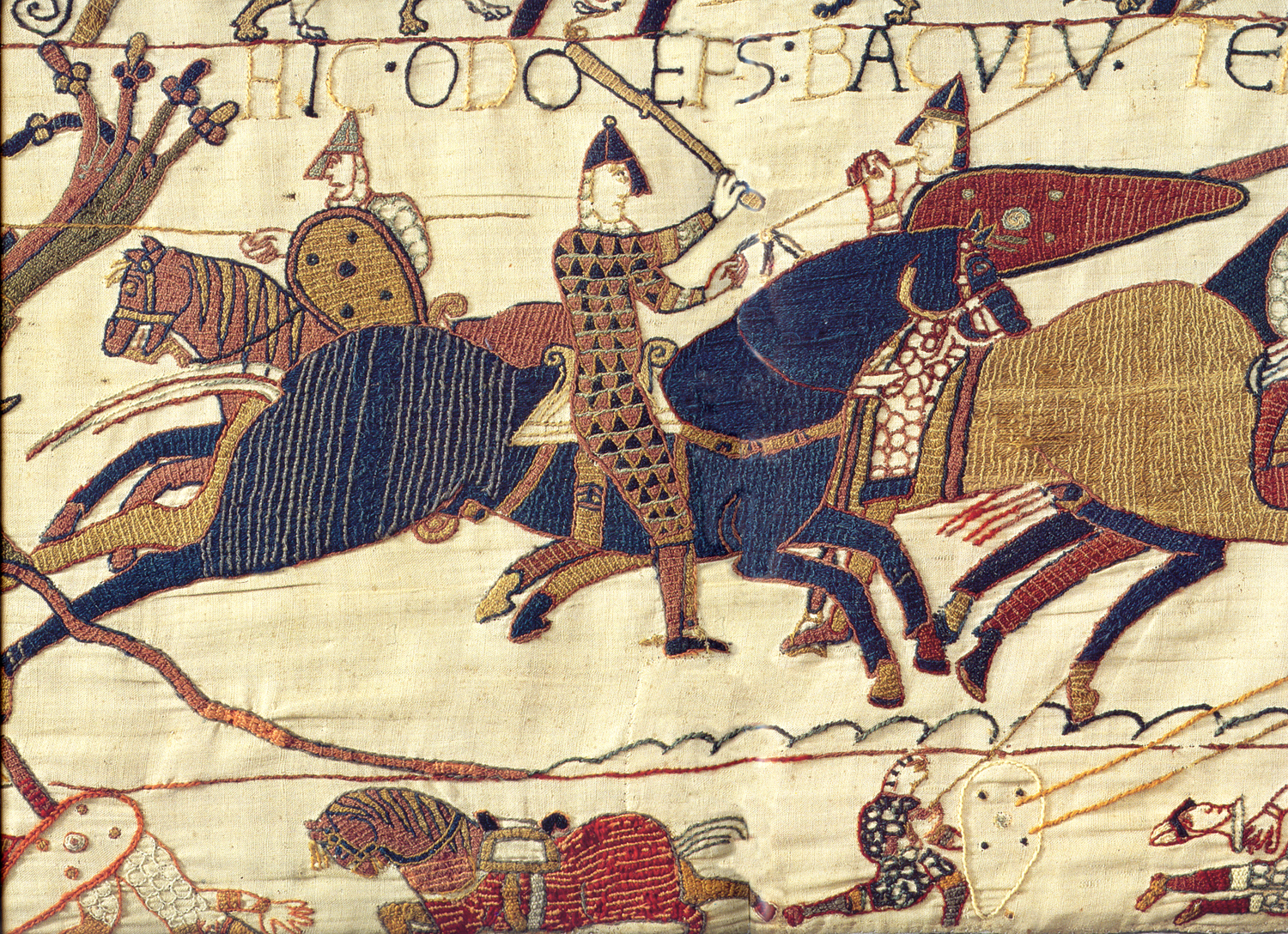
Odon, un bâton de commandement à la main encourageant les troupes depuis l’arrière.

La tapisserie de Bayeux, l'œuvre qui dépeint la conquête normande de l'Angleterre, le montre comme un personnage important de l'invasion, à la fois soldat et conseiller. Il est représenté en haubert lors de la bataille d'Hastings, ce qui a conduit certains historiens (dont Edward Augustus Freeman) à supposer qu’il avait pris part à la célèbre bataille, troquant une épée contre une masse pour ne pas faire couler le sang, et ainsi ne pas aller contre les lois canoniques.

Toutefois, le commentaire en latin de ce panneau de la tapisserie, Hic Odo Eps. Baculum Tenens Confortat Pueros (« Voici l'évêque Odon, tenant un baculus, encourageant les jeunes hommes ») suggère plutôt qu’il commande et encourage les troupes depuis l’arrière. Le bâton (baculus) qu’il tient à la main est similaire à celui que le duc Guillaume tient dans trois autres panneaux en signe d’autorité et de commandement. Wace, écrivant à la fin du XIIe siècle, interprète la scène de cette façon. Toutefois, Guillaume de Poitiers relate qu'Odon et Geoffroy de Montbray, l’évêque de Coutances, n’étaient là que pour aider par leurs prières, et qu’ils ne portaient pas d’armes. Ce commentaire de l'historien est bien plus fiable et suggère que l’implication d’Odon dans la bataille est sûrement exagérée par la tapisserie puis par Wace, deux sources étroitement liées à Bayeux.

### Récompense
Il est fait comte de Kent probablement dès le début de l’année 1067, quand il est nommé responsable de Douvres et de son château. Il remplace Léofwine Godwinson à ce poste, et dans la plupart de ses possessions. Néanmoins, les plus anciennes chartes qui nous sont parvenues et où il apparaît en tant que comte de Kent ne datent que de 1072. Son titre de comte et ses responsabilités de corégence avec Guillaume Fitz Osbern, obtenus dès 1067, indiquent que le Conquérant entendait bien voir son demi-frère prendre une part importante dans le gouvernement du royaume.
Il obtient de vastes terres à travers toute l’Angleterre qui, d'après le Domesday Book en 1086, rapportent plus de 3 240 £ par an. Il est donc le plus riche des seigneurs (tenants-in-chief, « seigneurs concédants ») du royaume, les seuls approchant sa richesse étant son frère Robert et Roger II de Montgommery. Il possède 439 seigneuries (manors) dans 22 comtés.
Nombreux parmi les vassaux (tenants)  d'Odon de Bayeux en Angleterre étaient originaires de la région de Bayeux. Ils n'appartenaient toutefois pas à la haute aristocratie de la région, mais étaient d'origine bien plus modeste. Les Bigot, les Lacy et les Port profitèrent notamment du patronage d'Odon pour fonder d'importantes familles baronniales.

### Tapisserie de Bayeux

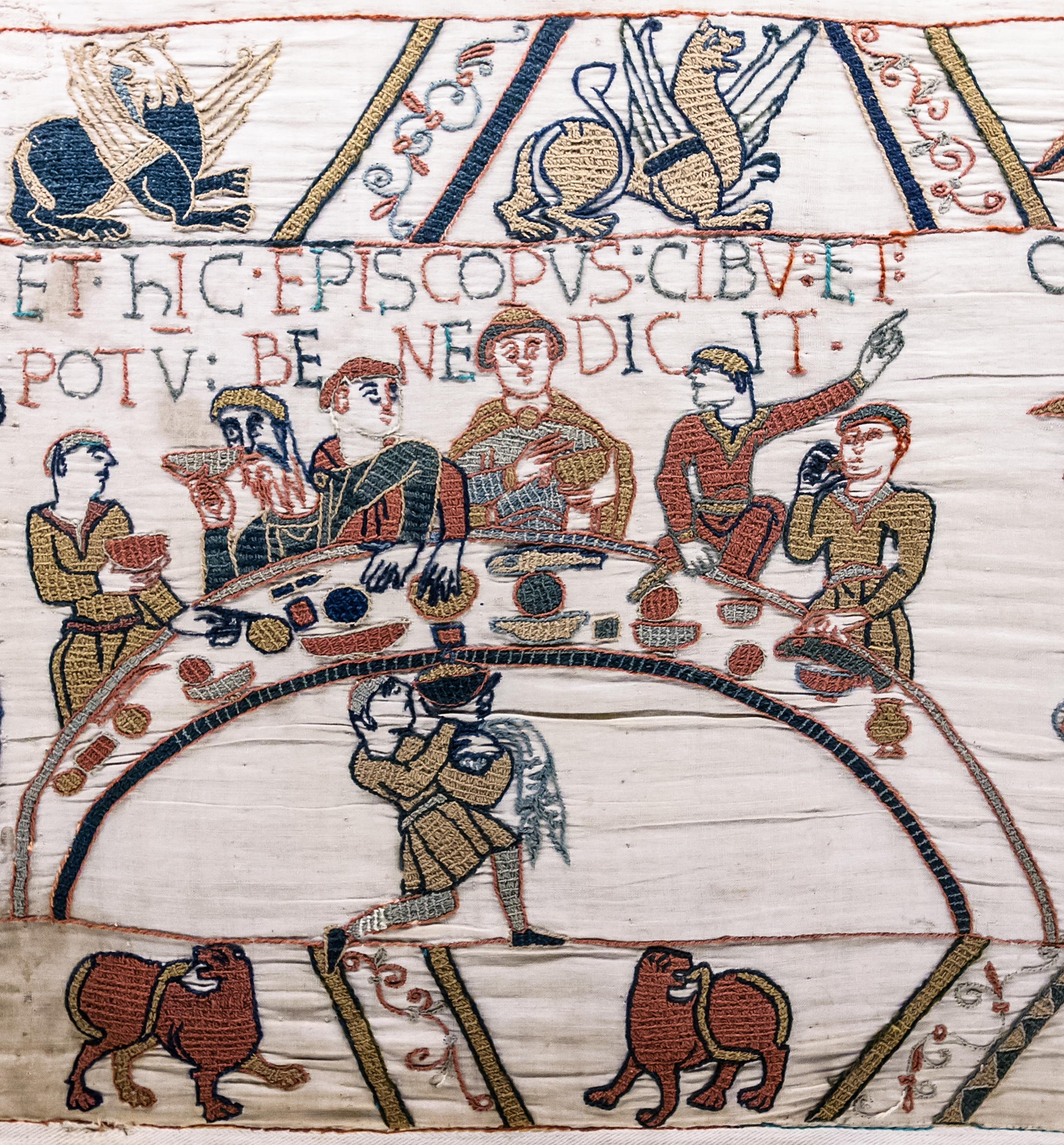
Odon est le troisième personnage en partant de la droite.

Odon de Bayeux est généralement identifié comme étant le commanditaire de la tapisserie de Bayeux. La supposition repose sur un faisceau d'indices concordants montrant que la contribution de la région de Bayeux est certainement exagérée par la tapisserie.
Tout d'abord, ne sont nommées sur l'œuvre, en dehors des grandes figures historiques (Harold Godwinson, Édouard le Confesseur, Guillaume le Conquérant, etc.) et de la mystérieuse Ælfgyva, que trois personnes, qui sont Wadard, Vital et Turold. Or, ceux-ci ne sont mentionnés dans aucune autre source contemporaine de la bataille de Hastings. Ceci laisse présumer qu'ils n'ont pas marqué l'événement de leur empreinte. Leur présence sur la tapisserie, soulignée par la distinction particulière d'y voir leurs noms brodés, n'est a priori pas explicable. Or, il apparaît que ces hommes sont tous des vassaux (tenants) de terres du Kent appartenant à Odon, et faisaient donc certainement partie des hommes qu'il avait amenés à la bataille.
Ensuite, la tapisserie met en scène Harold Godwinson jurant au duc Guillaume fidélité et assistance dans sa conquête du trône d'Angleterre, serment prêté sur de saintes reliques. Selon la tapisserie, ce serment se situe à Bayeux,,. Or, Orderic Vital place l'événement à Rouen, et Guillaume de Poitiers à Bonneville-sur-Touques. Une fois de plus, la tapisserie met donc en avant Bayeux, en contradiction avec les sources écrites contemporaines.
Enfin, le rôle d'Odon à Hastings est à peine mentionné dans les sources qui ne sont pas liées à Bayeux. Selon les historiens, Odon est le seul à posséder les moyens de financer une œuvre aussi considérable et qui mette autant en avant Bayeux. Ils sont donc fondés à croire que c'est lui qui a commandité la tapisserie de Bayeux, ce qui lui offrait dès lors l'occasion de mettre exagérément en avant la contribution de son évêché à la victoire de Hastings.

### Politique
Les sources historiques n'indiquent pas qu'il ait joué un rôle quelconque durant l'achèvement de la conquête de l'Angleterre, de 1066 à 1071. La régence ou corégence du Royaume d'Angleterre lui est régulièrement confiée lors de la présence en Normandie du Conquérant, notamment dès février 1067, quand le nouveau roi rentre en Normandie. En 1075, il mène une armée avec Geoffroy de Montbray, l'évêque de Coutances, pour barrer la route à Ralph de Gaël, le comte de Norfolk et Suffolk. Celui-ci, lors d'un épisode appelé plus tard la « révolte des comtes », voulait, avec son complice Roger de Breteuil, 2e comte d'Hereford, s'emparer du trône d'Angleterre. Les deux évêques le mettent en fuite. Orderic Vital précise que les rebelles capturés pendant la révolte ont le pied droit tranché afin de pouvoir être reconnus ultérieurement. Toutefois, lors de cet épisode, il semble que ce soit Lanfranc, l'archevêque de Cantorbéry, qui soit le coordinateur de la défense et de l'administration du royaume. Odon est souvent cité par les sources contemporaines comme étant le député régulier de son demi-frère en Angleterre, pourtant, il est souvent lui-même en Normandie. Pour D. Bates, la seule interprétation possible est que bien que Guillaume le Conquérant nomme des responsables du royaume pendant ses absences, Odon peut agir de son propre chef avec l'équivalent de l'autorité royale à tout moment.
À l'automne 1080, il mène une armée dans le nord du royaume qui dévaste la Northumbrie pour venger la mort de Guillaume Walcher, l'évêque de Durham, l'année précédente.
Odon est connu pour ses nombreux déplacements dans tout le royaume, au cours desquels, ostensiblement au nom du roi, il règle certains des très nombreux conflits de tenure de petites terres. Il ne dispose pourtant pas d'une réelle indépendance vis-à-vis du roi, et n’a aucun pouvoir particulier au contraire des comtes palatins de la frontière galloise. Il n'est pas non plus favorisé par son demi-frère. Ainsi, vers 1072, lors du procès de Penenden Heath (en), il voit ses revendications sur des terres du Kent usurpées sous la dynastie saxonne, rejetées par un agent royal, au profit du diocèse de Cantorbéry et de son ennemi, l'archevêque Lanfranc.

### Disgrâce
Fin 1082 ou début 1083, pour des raisons incertaines, le Conquérant décide de se débarrasser de lui. Il est arrêté et emprisonné sans explication à la Tour de Rouen, et ses possessions anglaises lui sont confisquées.
Vers 1108, le chroniqueur Guibert de Nogent écrit qu'Odon avait prévu de s'emparer du royaume anglais à la mort de son demi-frère.
Toutefois, le moine Orderic Vital relate que sur l’île de Wight, Odon rassemblait une armée dans le but d’organiser une expédition militaire à Rome,. Il comptait profiter des difficultés du pape du moment, Grégoire VII, pour s’emparer du trône pontifical. L'hypothèse de ce complot contre le pape nous est parvenue par plusieurs sources différentes.
L'historien François Neveux se demande en quoi ce projet pouvait irriter le roi Guillaume. Il n'y a par ailleurs aucune mention de cette histoire dans les sources papales. Orderic Vital met ensuite dans la bouche du roi de véritables reproches : Odon est accusé d’avoir opprimé l’Angleterre, en multipliant les exactions et en dépouillant les pauvres. L'historien François Neveux s’étonne de cette explication, car ces griefs sont alors déjà anciens. De plus, selon David R. Bates, la faiblesse de cette explication est son improbabilité. Ainsi, Orderic Vital mentionne notamment dans son récit que Hugues d'Avranches, comte de Chester, est le principal soutien militaire d'Odon. Cette mention ne manque pas de surprendre, car Hugues d'Avranches, au contraire d'Odon de Bayeux, n'a pas été puni pour avoir soustrait des chevaliers au service militaire dû en Angleterre. Cette explication élaborée pourrait donc bien être vraie, mais pourrait tout aussi bien avoir été créée de toutes pièces, après coup, pour fournir une explication plausible à un événement incompréhensible.

### Dernières années
Il passe les cinq dernières années du règne de son demi-frère en prison. Son frère Robert obtient difficilement sa libération sur le lit de mort du Conquérant, en 1087. Bien que rétabli par son neveu Guillaume le Roux dans ses possessions antérieures à la fin de l'année 1087, il est le chef religieux de la rébellion de 1088, qui a pour but de réunifier le duché de Normandie et le Royaume d'Angleterre sous un gouvernement unique, celui de Robert Courteheuse.
Odon s’installe dans la ville fortifiée de Rochester dont il contrôle aussi le château. Étant à mi-chemin de Londres et Cantorbéry, cette position lui permet de menacer deux villes importantes. En avril 1088, il débute des raids ravageurs contre les possessions archiépiscopales de Cantorbéry. Puis il rejoint son frère Robert à Pevensey, car il a appris que celui-ci aurait reçu des renforts du duc Robert Courteheuse.
Guillaume le Roux est informé qu'Odon a quitté Rochester, et, conscient que celui-ci est son principal adversaire, vient l’assiéger à Pevensey. Le château résiste six semaines avant de capituler. Odon se voit offrir alors la liberté à deux conditions : il doit négocier la reddition du château de Rochester dans lequel sont retranchés quelques barons normands et flamands, et il devra ensuite s’exiler d'Angleterre. Le roi Guillaume l’envoie, accompagné d’un détachement, en avant du gros des troupes, mais Odon et son escorte sont capturés par la garnison de Rochester, et la rébellion continue pour quelques semaines supplémentaires.
Après l'échec de la révolte, alors que le roi Guillaume décide d'accorder son pardon à la quasi-majorité des rebelles, Odon est banni d’Angleterre, et perd toutes ses terres anglaises.
Il passe les dernières années de sa vie dans son diocèse de Bayeux, probablement pour le remettre en état, car celui-ci avait souffert durant ses années d'emprisonnement. Il est aussi probable qu'il pousse son neveu Robert Courteheuse, fils aîné du Conquérant, à reprendre fermement en main son duché. Il l'accompagne dans le Maine en 1088 et 1094, et combat avec lui contre Guillaume le Roux en 1089 à Eu. Il assiste au Concile de Clermont qui décide de la première croisade, en 1095. Il part pour la Terre sainte en septembre de l'année suivante, accompagnant son neveu, le duc Robert Courteheuse. En Italie, il visite Rome et rencontre le pape Urbain II. Il meurt d'une maladie foudroyante en janvier 1097 à Palerme (Sicile) sur le chemin de la Terre sainte, alors qu’il rend visite à Roger Ier, comte normand de Sicile,. Il est inhumé dans la cathédrale de Palerme. Il léguera ses dernières possessions à Arnoul de Chocques, qui sera patriarche latin de Jérusalem de 1112 à 1118.

## Une image contrastée
Le moine chroniqueur Orderic Vital le décrit comme une personnalité extraordinaire, un homme d'une ambition insatiable, ayant un appétit incontrôlable pour la luxure, l'archétype de l'implacabilité normande. Il noircit le portrait en le dépeignant comme « le plus grand oppresseur du peuple et le destructeur de monastères ». Pour Tyerman, Odon de Bayeux avait acquis, dès son époque, une mauvaise réputation d'homme brutal, cruel et vicieux. Le pouvoir ecclésiastique ne l’appréciait pas non plus, car il incarnait tout ce que détestaient les papes réformateurs : un laïc, non désigné par l’Église, exerçant un office séculier, détournant les ressources générées par son diocèse et assoiffé de pouvoir et de richesse. Comme chez ses contemporains Geoffroy de Montbray et Yves III de Bellême, la religiosité s’effaçait assez rapidement sous les traits du grand seigneur temporel.
Toutefois, il œuvre admirablement pour son diocèse, le réorganisant, et étendant le chapitre de sa cathédrale. Il finance la reconstruction de la cathédrale de Bayeux, qui est consacrée en 1077, et du palais épiscopal. Il accroît le temporel de son évêché en achetant de nombreuses terres pour sa cathédrale, et, à l’orée du XIIe siècle, l’effectif inféodé à l’évêché est trois fois plus important que celui de n’importe quel autre évêché normand. Aucun ecclésiastique normand n’a alors autant de chevaliers à sa disposition. Vers 1082, il fonde l'abbaye Saint-Vigor-le-Grand, non loin de Bayeux, pour qu'elle devienne son lieu de sépulture et celui des futurs évêques de Bayeux.
Odon patronne aussi de nombreux clercs qui se forment en partie dans l’école cathédrale. Certains occupent ensuite des postes très importants. Parmi eux figurent trois archevêques d’York : Thomas Ier (1070-1100), Thomas II (1109-1114), et Thurstan (1114-1140); Samson, évêque de Worcester (1096-1112); Guillaume de Saint-Calais, évêque de Durham (1080-97), probable superviseur et compilateur du Domesday Book, conseiller de Guillaume le Roux, Vital de Savigny, fondateur de l’ordre de Savigny et Guillaume de Rots, abbé de Fécamp. Ranulf Flambard, évêque de Durham et principal ministre du roi d'Angleterre Guillaume le Roux, en fait aussi partie. Il semble que ce soit également le cas pour Gilbert Maminot, évêque de Lisieux (1077-1101), Richard Ier, évêque de Bayeux (1107-1133), Audin de Bayeux, évêque d'Évreux (1113-1139), Gérard II d'Angoulême, évêque d'Angoulême (1101-1136) et archevêque de Bordeaux (1132-1133) ainsi qu'Arnoul de Chocques, patriarche de Jérusalem (1099, 1112-1118). Odon patronne aussi des poètes de son temps tels Marbode de Rennes, évêque de Rennes (1096-1123) et Hildebert de Lavardin, évêque du Mans (1097-1125) puis archevêque de Tours (1125-1133), ainsi qu'à des théologiens controversés comme le grammairien Roscelin de Compiègne. Selon l'hypothèse de R. H. C. Davis, soutenu par David Bates, il faut voir dans Odon le patron du chroniqueur Guillaume de Poitiers.
Orderic Vital résume ce portrait contrasté en écrivant que « les vices, en cet homme, étaient mêlés avec les vertus ».

## Descendance
Il a un fils illégitime, Jean de Bayeux († 1131) chapelain d'Henri Ier Beauclerc. D’après Orderic Vital, il vivait à la cour d’Henri Ier, où il était apprécié pour son éloquence et sa probité.